# Fröhnerhof
Der Fröhnerhof ist ein Wohnplatz, der zur Ortsgemeinde Mehlingen gehört.

## Lage
Der Ort liegt am südöstlichen Rand der Mehlinger Heide südwestlich der Kerngemeinde. Zudem befindet sich in der Nähe ein Hochseilgarten.

## Religion
Seit 1959 ist der Ort katholischerseits Teil der Kuratie Mehlingen-Neukirchen. 

## Infrastruktur
Zum Fröhnerhof gehört das Nachwuchsleistungszentrum des 1. FC Kaiserslautern.

## Verkehr
Durch den Fröhnerhof verläuft die Landesstraße 401, die in diesem Bereich mit dem Verlauf der früheren Kaiserstraße identisch ist. Entlang der nahen Bahnstrecke Kaiserslautern–Enkenbach existierte außerdem – jedoch bereits jenseits der Gemarkung von Mehlingen – von 1952 bis 1976 der Betriebsbahnhof Fröhnerhof.